# 慈眼寺 (伊丹市)
慈眼寺（じげんじ）は兵庫県伊丹市にある曹洞宗の寺院である。山号は僊園山。
建久6年（1195年）製の本尊・木造釈迦如来坐像は国の重要文化財に指定されている。

## 歴史
創建は不詳。南北朝時代は赤松則村の祈祷所であった。
かつては真言宗仙園寺であったが、池田村（現・大阪府池田市）の曹洞宗大広寺より桂昌が入り、曹洞宗慈眼寺となった。

## 文化財
- 木造釈迦如来坐像 - 平成2年（1990年）国の重要文化財に指定。胎内に建久6年の墨書銘があり、鎌倉時代初期の慶派の特色が現れている。目には玉眼をはめこみ、全体に金箔を施している[1]。

## 所在地・交通
兵庫県伊丹市鴻池6-19-59
- 伊丹市営バス鴻池下車